# Qualificazioni al Campionato africano maschile di pallacanestro 2015
Le qualificazioni per il Campionato africano di pallacanestro maschile 2015 misero in palio quattordici posti per gli Campionati africani 2015 che si sono tenuti a Radès.

## Squadre Qualificate e Gruppi
Le sedici squadre qualificate sono le seguenti:
| N  | Squadra            | Qualificata come                       | Presenze Fasi finali | Ultima Presenza |
| -- | ------------------ | -------------------------------------- | -------------------- | --------------- |
| 1  | Tunisia            | Ospitante                              | 21                   | 2013            |
| 2  | Angola             | 1º posto FIBA Africa Championship 2013 | 19                   | 2013            |
| 3  | Egitto             | Vincitori Zona 5                       | 22                   | 2013            |
| 4  | Uganda             | Secondi classificati Zona 5            | 1                    | -               |
| 5  | Costa d'Avorio     | Vincitori Zona 3 Girone D              | 22                   | 2013            |
| 6  | Capo Verde         | Vincitori Zona 2 Girone C              | 6                    | 2013            |
| 7  | Marocco            | Vincitori Zona 1                       | 19                   | 2013            |
| 8  | Mozambico          | Vincitori Zona 6 Girone J              | 12                   | 2013            |
| 9  | Senegal            | Vincitori Zona 4 Girone F              | 8                    | 2013            |
| 10 | Zimbabwe           | Vincitori Zona 6 Girone I              | 2                    | 1981            |
| 11 | Mali               | Vincitori Zona 2 Girone B              | 18                   | 2013            |
| 12 | Gabon              | Vincitori Zona 4 Girone G              | 3                    | 2005            |
| 13 | Nigeria            | Vincitori Zona 3 Girone E              | 17                   | 2013            |
| 14 | Algeria            | Wild Card                              | 16                   | 2013            |
| 15 | Camerun            | Wild Card                              | 8                    | 2013            |
| 16 | Rep. Centrafricana | Wild Card                              | 18                   | 2013            |

## Eliminatorie Zona I
| Squadra | P.ti | G | V | P | PF  | PS  | DP  |
| ------- | ---- | - | - | - | --- | --- | --- |
| Marocco | 4    | 3 | 2 | 1 | 258 | 208 | +50 |
| Algeria | 4    | 3 | 2 | 1 | 240 | 227 | +13 |
| Libia   | 0    | 2 | 0 | 2 | 119 | 182 | -63 |

Wild card a  Algeria. Ritirata  Libia.

## Eliminatorie Zona II
| Squadra | P.ti | G | V | P | PF  | PS  | DP  |
| ------- | ---- | - | - | - | --- | --- | --- |
| Mali    | 4    | 2 | 2 | 0 | 113 | 92  | +21 |
| Senegal | 0    | 2 | 0 | 2 | 92  | 113 | -21 |

| Squadra    | P.ti | G | V | P | PF  | PS      | DP  |
| ---------- | ---- | - | - | - | --- | ------- | --- |
| Capo Verde | 4    | 2 | 2 | 0 | 141 | 102     | -39 |
| Guinea     | 0    | 2 | 0 | 2 | 102 | 141 -39 |     |

Wild card a  Senegal.

## Eliminatorie Zona III
| Squadra        | P.ti | G | V | P | PF  | PS  | DP  |
| -------------- | ---- | - | - | - | --- | --- | --- |
| Costa d'Avorio | 4    | 2 | 2 | 0 | 131 | 106 | +25 |
| Benin          | 0    | 2 | 0 | 2 | 106 | 131 | -25 |

| Squadra      | P.ti | G | V | P | PF  | PS  | DP  |
| ------------ | ---- | - | - | - | --- | --- | --- |
| Nigeria      | 4    | 2 | 2 | 0 | 150 | 114 | +36 |
| Burkina Faso | 0    | 2 | 0 | 2 | 114 | 150 | -36 |

## Eliminatorie Zona IV
| Squadra        | P.ti | G | V | P | PF  | PS  | DP  |
| -------------- | ---- | - | - | - | --- | --- | --- |
| Camerun        | 4    | 2 | 2 | 0 | 161 | 137 | +24 |
| Rep. del Congo | 0    | 2 | 0 | 2 | 137 | 161 | -24 |

| Squadra            | P.ti | G | V | P | PF  | PS  | DP  |
| ------------------ | ---- | - | - | - | --- | --- | --- |
| Gabon              | 6    | 4 | 3 | 1 | 280 | 267 | +13 |
| Rep. Centrafricana | 4    | 4 | 2 | 2 | 270 | 267 | +3  |
| Ciad               | 2    | 4 | 1 | 3 | 241 | 257 | −16 |

Wild card a  Rep. Centrafricana.

## Eliminatorie Zona V
| Squadra | P.ti | G | V | P | PF  | PS  | DP  |
| ------- | ---- | - | - | - | --- | --- | --- |
| Egitto  | 8    | 4 | 4 | 0 | 340 | 262 | +78 |
| Uganda  | 6    | 4 | 3 | 1 | 314 | 291 | +23 |
| Ruanda  | 4    | 4 | 2 | 2 | 291 | 296 | -5  |
| Kenya   | 2    | 4 | 1 | 3 | 298 | 329 | -31 |
| Somalia | 0    | 4 | 0 | 4 | 293 | 358 | -65 |

## Eliminatorie Zona VI-VII
| Squadra    | P.ti | G | V | P | PF  | PS  | DP   |
| ---------- | ---- | - | - | - | --- | --- | ---- |
| Angola     | 12   | 6 | 6 | 0 | 626 | 337 | +289 |
| Zimbabwe   | 6    | 6 | 3 | 3 | 359 | 439 | -80  |
| Sudafrica  | 4    | 6 | 2 | 4 | 378 | 460 | -82  |
| Seychelles | 2    | 6 | 1 | 5 | 340 | 467 | -127 |

| Squadra   | P.ti | G | V | P | PF  | PS  | DP  |
| --------- | ---- | - | - | - | --- | --- | --- |
| Mozambico | 4    | 2 | 2 | 0 | 130 | 108 | +22 |
| Botswana  | 0    | 2 | 0 | 2 | 108 | 130 | -22 |